# Coupe Memorial 1923
Navigation
Édition précédente Édition suivante
La finale de l'édition 1923 de la Coupe Memorial se joue au Arena Gardens de Toronto en Ontario. Le tournoi est disputé dans une série au meilleur de deux rencontres entre le vainqueur du Trophée George T. Richardson, remis à l'équipe championne de l'est du Canada et le vainqueur de la Coupe Abbott remis au champion de l'ouest du pays.

## Équipes participantes
- Les Colts de Kitchener, de l'Association de hockey de l'Ontario en tant que vainqueurs du Trophée George T. Richardson.
- L'Université du Manitoba de la Ligue de hockey junior du Manitoba en tant que vainqueurs de la Coupe Abbott.

### Résultats
L'Université du Manitoba remportent la Coupe en gagnant 14 buts contre 6 en deux rencontres.
|  | Université du Manitoba | 7-3 | Colts de Kitchener | Toronto |

|  | Université du Manitoba | 7-3 | Colts de Kitchener | Toronto |

## Effectifs
Voici la liste des joueurs de l'Université du Manitoba, équipe championne du tournoi 1923 :
- Dirigeant et Entraîneur :   Hal Moulden.
- Joueurs : Art Chapman, C.S. Doupe, Nip Johnson, Jack Mitchell, Bob Moulden, Murray Murdoch, Art Puttee, F. Robertson, Blake Watson, Stony Wise, Clare Williams.